# Corto Maltés
Corto Maltés (Corto Maltese en su versión original en italiano) es una serie de cómics de aventuras, que llevan el nombre del personaje de Corto Maltés, un marinero aventurero. Fue creado por el historietista y guionista italiano Hugo Pratt en 1967. Los cómics son altamente elogiados como algunas de las novelas gráficas más artísticas y literarias jamás escritas y han sido traducidas a numerosos idiomas y adaptadas a varias películas de animación.
La serie presenta a Corto Maltés, un enigmático capitán de mar que vive en las primeras tres décadas del siglo XX. Nacido en La Valeta, en la isla de Malta, el 10 de julio de 1887, hijo de un marinero de Cornualles y una gitana de Sevilla, Corto es de nacionalidad británica. La serie narra sus aventuras en sus viajes alrededor del mundo.
En sus aventuras llenas de referencias del mundo real, Corto a menudo ha cruzado con personajes históricos reales como el escritor estadounidense Jack London, el bandido estadounidense Butch Cassidy, el as de la aviación alemán de la Primera Guerra Mundial Manfred von Richthofen, y muchos otros.
La serie incluye 33 historias de diversa duración, publicadas, sin una periodicidad fija, a lo largo de los años por diversas editoriales, en Italia y Francia; el personaje es un prototipo de héroe totalmente distinto, alejado de los cánones del héroe clásico y los cómics se caracterizan por sus temáticas y estilo adultos, por el contexto histórico preciso y bien documentado y por las anotaciones geográficas puntuales y coherentes, con referencias cultas y culturales dispersas por toda la obra. 
El primer álbum, La balada del mar salado, se considera un clásico del género, una novela gráfica ante-literaria que ha hecho escuela. Apreciado por la crítica y el público culto desde la década de 1970, con el paso de los años su éxito popular ha ido creciendo hasta alcanzar el estatus de culto; en la década de 2000 se realizaron una película y una serie animadas con base en sus aventuras, así como varias adaptaciones teatrales, e innumerables referencias en otros cómics, canciones y libros. También se han realizado varias exposiciones exitosas sobre el personaje y su autor, y se le ha dedicado una estatua en Grandvaux, en el lago de Ginebra, donde Hugo Pratt pasó una parte de su vida.

## El protagonista
Corto Maltés (cuyo nombre deriva del argot andaluz y significa «manos rápidas») es un lacónico capitán de barco que se aventura a principios del siglo XX (1900-1920). Un «pícaro con un corazón de oro», es tolerante y simpatiza con los desamparados. Nacido en La Valeta el 10 de julio de 1887, es hijo de un marinero británico de Cornualles y de una pitonisa y prostituta andaluza-gitana conocida como «La Niña de Gibraltar». De niño, creciendo en la judería de Córdoba, Maltés descubrió que no tenía la línea del destino en la palma de su mano y, por tanto, talló la suya propia con la navaja de su padre, determinando que su destino iba a ser el que él eligiera. Si bien mantiene posiciones neutrales, Corto apoya instintivamente a los desfavorecidos y oprimidos.
El personaje encarna el escepticismo del autor hacia expresiones nacionalistas, ideológicas y religiosas. Corto entabla amistad con personas de todo tipo, como el asesino ruso Rasputín (sin relación con la figura histórica, aparte del parecido físico y algunos rasgos de carácter), el heredero británico Tristán Bantam, la sacerdotisa vudú Boca de Oro y el académico checo Jeremías Steiner. También conoce y se reúne con varias figuras históricas de la vida real, como Jack London, Ernest Hemingway, Hermann Hesse, Butch Cassidy, James Joyce, Gabriele D'Annunzio, Frederick Rolfe, Joseph Conrad, Süjbaatar, John Reed, el general ruso blanco Roman von Ungern-Sternberg, Enver Pasha de Turquía y Sergei Semenov, basado en Grigori Semiónov. Sus conocidos le tratan con gran respeto, como cuando una llamada telefónica a José Stalin le libra de la detención cuando está amenazado de ejecución en la frontera de Turquía y Armenia.
La lectura favorita de Corto es la Utopía, de Tomás Moro, pero nunca la termina. También lee libros de London, Lugones, Stevenson, Melville y Conrad, y cita a Rimbaud.
Las historias de Corto Maltés van desde la aventura histórica directa hasta las secuencias oníricas ocultistas. Está presente cuando el Barón Rojo es derribado, ayuda a los jíbaros en Sudamérica y huye de los fascistas en Venecia, pero también ayuda involuntariamente a Merlín y Oberón a defender Gran Bretaña y a Tristán Bantam a visitar el continente perdido de Mu.
Cronológicamente, la primera aventura de Corto Maltés, La giovinezza (Los primeros años), transcurre durante la guerra ruso-japonesa. En otros álbumes vive la Gran Guerra en varios lugares, participa en la Guerra Civil rusa tras la Revolución de Octubre y aparece durante los primeros tiempos de la Italia fascista. En otra serie de Pratt, Gli Scorpioni del Deserto (Los escorpiones del desierto), se afirma que desapareció en España durante la Guerra Civil.
Hugo Pratt explicó la génesis del personaje afirmando que necesitaba un personaje mediterráneo, pero que formara parte de una cultura anglosajona porque «en la tradición narrativa anglosajona hay más cuentos de hadas, más leyenda». Por ello, optó por un maltés, originario de un lugar donde se cruzaban muchas culturas (elemento que le vendría muy bien en la creación de las distintas historias), hijo de una prostituta de Gibraltar y de un marinero de Cornualles.
En apariencia, Corto Maltés se muestra como un personaje cínico, individualista y egocéntrico, afirmando que no le interesan los asuntos de los demás y quejándose si se involucra en ellos a su pesar. Sin embargo, más allá del cinismo ostentoso, la personalidad de Corto Maltés está en realidad marcada por la lealtad y la solidaridad humana. A menudo se le encuentra ayudando a los demás, incluso a aquellos con los que tiene relaciones hostiles, y para él matar es siempre una decisión «críticamente consciente»: mata, incluso con decisión, pero sólo si la situación lo requiere. Brunoro observa incluso un «componente romántico» en el personaje, en contradicción con su aparente cinismo. Es romántico en el ámbito de los sentimientos (no son raros los momentos de desánimo, o de tristeza cuando tiene que dejar a la mujer de la que se ha enamorado), en su humanitas, en ponerse del lado de los más débiles y necesitados de ayuda cuando tiene que participar en un conflicto. Pero Brunoro lo define como «romántico» también en el verdadero sentido de libro de texto del término, es decir, «el que quiere el romanticismo como movimiento que alimenta la propensión hacia lo desconocido, el cuento de hadas, el vago fantasear lejos de la realidad.» El crítico señala, en efecto, que el «pirata» Corto Maltés va a menudo en busca de oro, pero asimismo de tesoros perdidos y ciudades legendarias. Esto no se debe a que se pierda en divagaciones y exaltaciones idealistas y, por tanto, esté desconectado de la realidad -explica Brunoro-, sino a que posee una gran imaginación y una gran curiosidad, cualidades que desenmascaran su aparente cinismo.
Otro aspecto peculiar de la personalidad de Corto Maltés es la ironía. Brunoro define la ironía de Corto como «argucia y distanciamiento»; se trata de un recurso «psicológico» que, según el crítico, le permite afrontar las aventuras en las que -a pesar suyo o no- se ve envuelto. Runoro señala también cómo la ironía adquiere a veces una función catártica respecto a la carga dramática acumulada anteriormente.
El aspecto de Corto Maltés es característico: viste predominantemente a la moda marinera, con un abrigo negro largo de color azul marino, pantalones blancos anchos, un chaleco rojo claro, camisa blanca con el cuello subido y una corbata negra fina; a menudo lleva un sombrero blanco de marinero con visera. Su rostro está vagamente inspirado en el de Burt Lancaster en la película Su majestad de los mares del Sur; tiene los ojos marrones claros, con un corte vagamente oriental, y el pelo negro y desgreñado con largas y gruesas patillas, que se harán menos evidentes en las historias posteriores. Lleva un pendiente en forma de anillo en la oreja izquierda (símbolo de pertenencia a la marina mercante y símbolo anarquista recurrente a principios del siglo XX). Mide 1,83 m y tiene un físico delgado y ágil.

## Biografía ficticia del protagonista

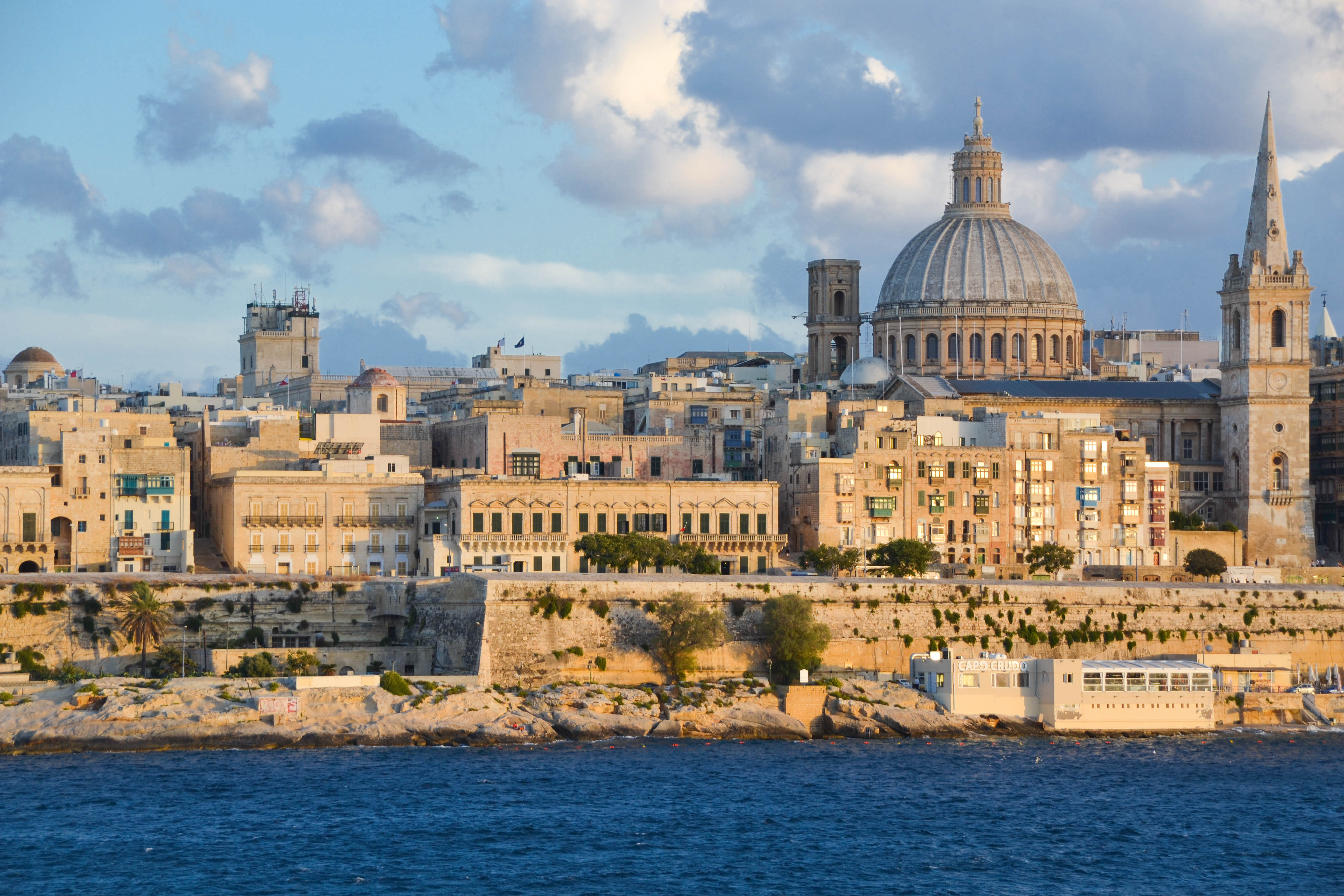
La Valetta, isla de Malta

De acuerdo con los datos que aparecen en las distintas historietas, Corto Maltés nació en La Valetta (Malta) el 10 de julio de 1887. Su madre era una gitana conocida como la Niña de Gibraltar, sevillana de nacimiento, y su padre un marinero de Cornualles (Inglaterra). Debido a esto último, Corto es súbdito británico, con residencia oficial en La Antigua (Antillas).
Corto pasó su infancia en Córdoba, donde fue iniciado en el estudio de la Cábala y el Talmud por un rabino llamado Ezra Toledano. Un día, una gitana amiga de su madre quiso leerle la mano y descubrió que no tenía línea de la fortuna. Corto, entonces, se grabó una a su gusto con la navaja de afeitar de su padre, aunque no le gusta que nadie la vea.
Su primer viaje lo hizo a Egipto, y en 1900, con 13 años, estuvo en Manchuria. Era el tiempo de la rebelión de los bóxers y Corto protagonizó una hazaña bélica, destruyendo un cañón. Cuatro años más tarde aparece en medio de la guerra ruso-japonesa, donde conoce a un joven escritor llamado Jack London. Éste le presenta a otro personaje que en lo sucesivo se encontrará con Corto en numerosas ocasiones: un desertor ruso llamado Rasputín. Rasputín es la antípoda de Corto: homicida, egoísta, neurótico y ambicioso. Mantienen una extraña relación y compartirán muchas aventuras. Ambos deciden ir a buscar en Sudáfrica las minas del rey Salomón, pero la tripulación de su barco se amotina y les abandona en el mar, donde son recogidos por un carguero que se dirige a Argentina. En este país Corto conoce a los bandidos Butch Cassidy y Sundance Kid (véase Dos hombres y un destino).
Entre 1908 y 1913 Corto viaja por varios lugares. En Italia conoce a un joven georgiano apellidado Zhugashvili: el mismo que más adelante dirigirá la URSS con el nombre de Stalin. En Argentina vuelve a ver a Jack London. Viaja también a las Antillas, la India, China, Nueva Orleans... Durante este tiempo, en 1910 concretamente, trabaja como segundo oficial a bordo del Bostonian, un barco que hace el trayecto Boston-Nueva York. Sin embargo, cae en desgracia por defender a un grumete, John Reed, acusado de provocar la muerte de otro grumete. Corto debe dejar ese trabajo y se dedica a la piratería.
Entra a formar parte de una organización dirigida por un misterioso personaje llamado El Monje. El 13 de octubre de 1913 la tripulación de su barco se amotina para robarle la mercancía y le deja atado a una balsa, a la deriva (es en este preciso punto en el que empieza la primera aventura publicada de Corto Maltés, La balada del mar salado). Es rescatado por un barco cuyo capitán es Rasputín, que también trabaja a las órdenes de El Monje. En esta aventura Corto conoce a algunos personajes con los que luego irá coincidiendo, como Pandora Groovesnore y su primo Caín, dos adolescentes sobrinos de El Monje. Pandora será siempre el amor platónico de Corto.
En 1916 Corto está en Brasil, tras haberse separado de Rasputín en Panamá. Se dirige a la desembocadura del Amazonas, donde conoce a una bruja centenaria, Boca Dorada, que afirma haber conocido a su madre, su abuela y su bisabuelo. Es frecuente que Corto encuentre personajes que parecen saber de él más que él mismo: la magia está presente en muchas historietas, aunque Corto mantiene siempre una actitud de escepticismo irónico frente a la misma. En esa ocasión participa en un combate de los cangaceiros (bandoleros y revolucionarios) contra un dictatorial coronel del ejército brasileño, y les ayuda también a vencer a un destacamento de alemanes que están en la zona buscando carbón para alimentar sus barcos de guerra. La situación política mundial está presente incluso en un rincón tan apartado: es la época de la Gran Guerra y Corto no deja de ser un súbdito británico. De hecho, tras numerosas vicisitudes por Latinoamérica lo encontramos al año siguiente metido en plena guerra en Italia, donde con un grupo de desertores de los ejércitos en lucha busca el tesoro escondido del rey de Montenegro. Después parte hacia Irlanda, donde se ve involucrado en las acciones del IRA contra el ejército inglés.

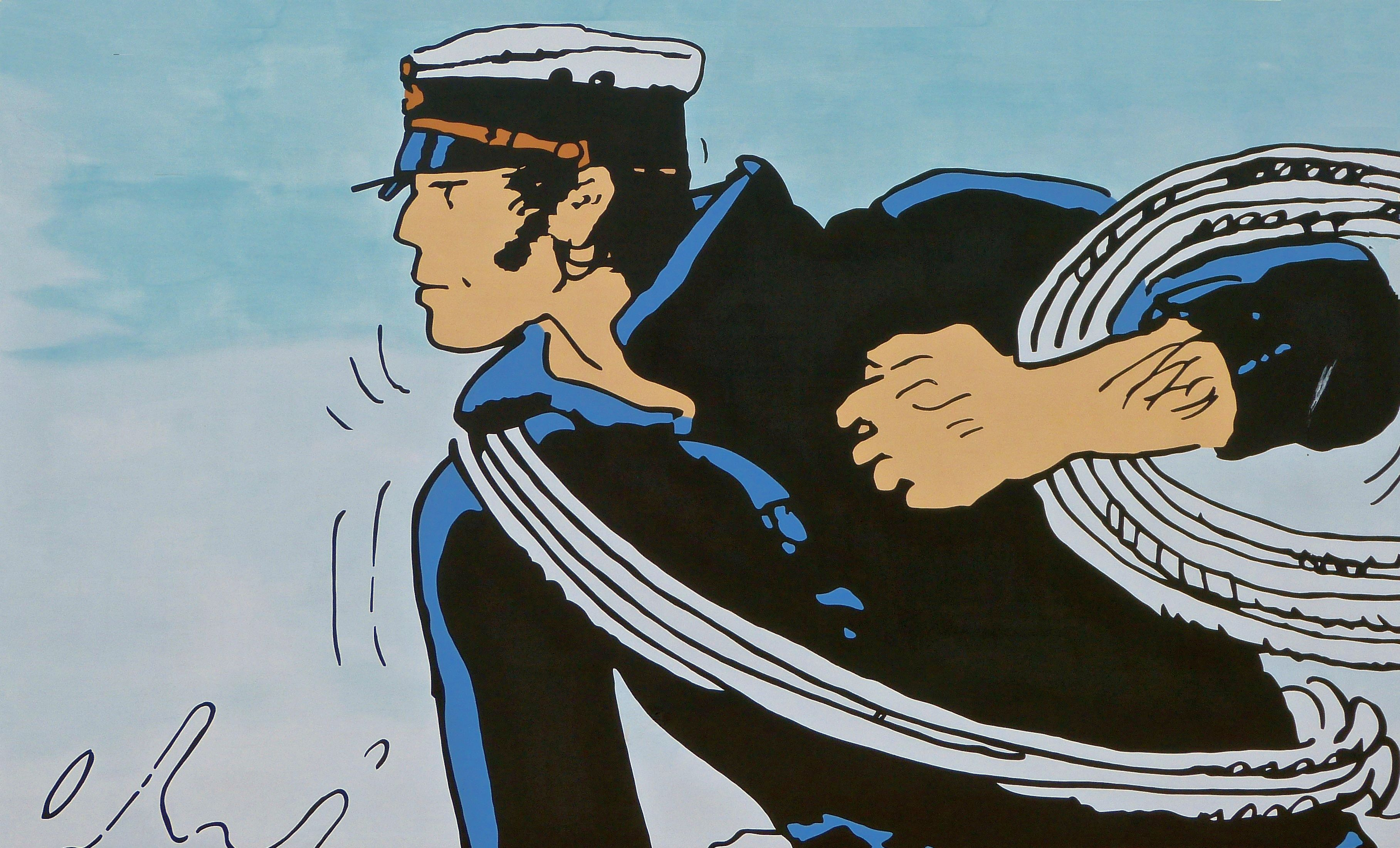
Corto Maltés representado en un mural de Bruselas.

De Irlanda a Francia, y de Francia a Somalia y Etiopía, donde conoce al guerrero dankalo Cush, con el que también volverá a encontrarse más tarde. Después se establecerá durante un tiempo en Hong Kong. De ahí arranca otra aventura: junto con el reencontrado Rasputín, y a las órdenes de una organización llamada Linternas Rojas, se dirigen a Siberia para intentar robar las joyas de la familia real rusa, que viajan en un tren blindado. Es la época de la guerra civil que siguió a la revolución rusa. Regresa a Hong Kong tras un largo periplo.
En abril de 1920 Corto está en Venecia buscando la clavícula del Rey Salomón. Se ve envuelto en las trifulcas entre masones y los pistoleros de una incipiente Italia fascista. Al abandonar Italia se entera de que Rasputín es prisionero de los turcos otomanos en Samarcanda, y se dirige allá a liberarlo. En esta aventura cae también prisionero del Ejército Rojo, pero una llamada de su incrédulo comandante a Stalin (entonces comisario de las Nacionalidades y antiguo conocido de Corto) logra salvarle la vida.
Vuelve a Argentina en junio de 1923, donde se encuentra con viejos conocidos. El año siguiente pasa por Suiza, donde ocurre otro tanto y conoce además a Hermann Hesse. La aventura suiza es interior, pues es inducida por un brebaje mágico o alucinógeno llamado «filtro de Paracelso». Corto sale rejuvenecido de ese viaje a su propia mente.
Tras el paso por Suiza se sumerge con Rasputín en las profundidades del Océano Pacífico para buscar el continente perdido de Mu y descubrir el origen de la humanidad. Esta aventura transcurrida en 1925 será la última publicada de Corto. Finalmente abandonará la aventura y pasará su vejez tranquilo viviendo en la casa de Pandora Groovesnore y de su familia.
Sin embargo, existe otra versión de la desaparición de Corto: según narra su amigo Cush en Los escorpiones del desierto, obra que no pertenece a la serie de Corto y cuya acción se sitúa en 1941, en 1936 Corto se alistó en las Brigadas Internacionales para luchar por la República en la guerra civil española, y allí desapareció.

## Trayectoria editorial
La serie fue creada en 1967 por Hugo Pratt para la revista Sgt. Kirk, constando de las siguientes obras:
| Título                       | Escenario | Edición | Época     |
| ---------------------------- | --- | ------- | --------- |
| La balada del mar salado     | Nueva Guinea Alemana                                                                                              | 1967    | 1913-1915 |
| Bajo el signo de Capricornio | Guayana Neerlandesa, Guayana Francesa, Brasil, Honduras Británica y las Antillas Menores                          | 1970    | 1916      |
| Siempre un poco más lejos    | Venezuela, Ecuador, Honduras, las Antillas Menores y Perú                                                         | 1970    | 1917      |
| Las célticas                 | Venecia y Véneto ( Italia), Reino Unido de Gran Bretaña e Irlanda y norte de la Francia ( III República Francesa) | 1971    | 1917      |
| Las etiópicas                | Reino de Yemen, Imperio etíope, Somalilandia Británica y África Oriental Alemana                                  | 1972    | 1918      |
| Corto Maltés en Siberia      | Hong Kong, Manchuria ( República de China), Siberia ( Imperio ruso), Kanato de Mongolia                           | 1974    | 1918-1920 |
| Fábula de Venecia            | Venecia ( Italia)                                                                                                 | 1977    | 1921      |
| La casa dorada de Samarcanda | Reino de Grecia, Turquía, Persia, Unión Soviética, Afganistán y Raj británico                                     | 1980    | 1921-1923 |
| La juventud                  | Mukden ( Imperio del Japón)                                                                                       | 1981    | 1904-1905 |
| Tango                        | Buenos Aires ( Argentina)                                                                                         | 1985    | 1923      |
| Las helvéticas               | Suiza | 1987    | 1924      |
| Mû                           | Antillas Mayores                                                                                                  | 1988    | 1925      |

Desde 1977, fue difundida en España por la revista Tótem. Actualmente es distribuida por Norma Editorial dentro de su colección Hugo Pratt.

## Legado e influencia
Ecos de Corto Maltés pueden detectarse en series posteriores, como la tetralogía Los viajes de Juan Sin Tierra (2004-2010) de Javier de Isusi.
Corto Maltés aparece en la novela gráfica de Frank Miller, Batman: The Dark Knight Returns como el nombre de una isla sudamericana en donde se produce un conflicto bélico con Estados Unidos y una posterior crisis de misiles. Puede asumirse que Miller usó el nombre como un tributo a Pratt. Desde entonces, la isla ha sido referenciada en numerosas ocasiones, pasando a formar parte del Universo DC. En la película Batman la reportera y fotógrafa Vicki Vale viajó a Corto Maltés para tomar fotos de las consecuencias de la revolución. En las serie de CW Arrow Corto Maltese es un destino recurrente de Green Arrow y varios personajes de la serie.
También Jairo, el cantantautor Cordobés, tiene una canción titulada La Balada de Corto Maltese. En la misma relata su último paso por la Argentina y el hijo que allí deja.

## Valoración crítica
La teórica Francisca Lladó la incluye entre las «historietas de aventuras de segundo grado», aunque también puede incluirse dentro de las históricas, ya que está ambientada a principios del siglo XX. En cualquier caso, no deja de resaltar el «choque entre la fábula y la historia».

## Adaptaciones a otros medios
En el año 2002 se estrenó Corto Maltés: La película (también conocida como La Corte Secreta de los Arcanos), largometraje de dibujos animados basado en la historieta Corto Maltés en Siberia. Posteriormente entre 2002 y 2004, Canal+ produjo una serie de cuatro películas para televisión, a saber: La Balada del Mar Salado (La Ballade de la mer salée), Bajo el Signo del Capricornio (Sous le signe du Capricorne), Las Célticas (Les Celtiques) y La Mansión Dorada de Samarkanda (Maison dorée de Samarkand) también basadas en historietas creadas por Hugo Pratt.

## Continuación con nuevos autores
En octubre de 2014 se anunció que el guionista Juan Díaz Canales, guionista del exitoso Blacksad, y el dibujante Rubén Pellejero estaban trabajando en una nueva aventura de Corto Maltés que vio la luz en octubre de 2015. El guionista afirmó que «será una historia de creación nueva, porque está considerado como el siguiente álbum. Es la continuación de la serie». En octubre de 2015, Norma Editorial publicó la primera aventura del tándem artístico con el título de Bajo el sol de medianoche. Una doble edición en color (en español y catalán) y en blanco y negro. En octubre de 2017, los mismos autores publicaron el álbum Equatoria en Norma Editorial, una historia ambientada en África Central. Unas semanas antes habían publicado una pequeña historia de Corto Maltés a acuarela en el diario El País, ubicada en la América central. En noviembre de 2019 publicaron su tercer álbum otra vez en doble versión a color y a blanco y negro con la editorial Norma, El día de Tarowean, ambientada en Oceanía y dando respuesta a por qué Corto Maltés aparece a la deriva en el mar al comienzo de Balada del Mar Salado. En octubre de 2022 publicaron Nocturno berlinés, ambientada en Berlín en 1924, durante el inicio del partido nazi. Corto Maltés investiga allí la muerte de un amigo, Steiner. La historia se ubicaría justo después de Las helvéticas. En noviembre de 2024 publicaron La línea de la vida, ambientada en México en 1929, pues se desarrolla durante la rebelión de los cristeros en el año en el que murió el personaje real llamado Gorostiza, el cual falleció en tal fecha.